# Sunbeam Cycles

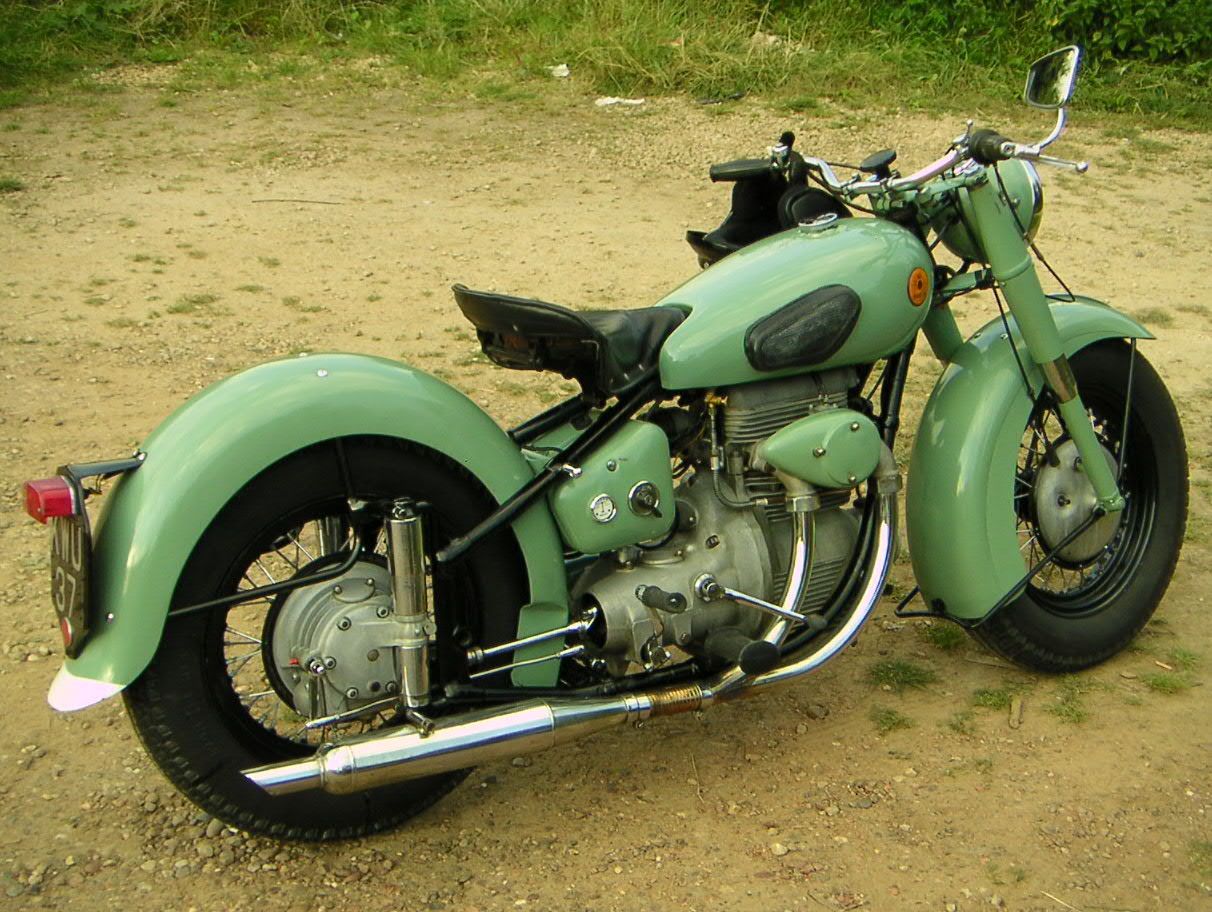
Motocicleta Mist Green S7 mostrando la barra de transmisión a la rueda trasera y sus neumáticos abombados (Inglaterra, 2007)

Sunbeam Cycles, propiedad de la empresa John Marston Limited de Wolverhampton, era una marca británica de bicicletas, y desde 1912 hasta 1956 también de motocicletas.
Tras la muerte de John Marston después de la Primera Guerra Mundial, la empresa fue comprada por las Industrias Nobel (posteriormente ICI). Associated Motor Cycles compró la fábrica en 1937, y poco más adelante fue BSA quien compró Sunbeam en 1943.
La motocicleta Sunbeam más famosa fue la S7, con sus característicos neumáticos abombados, su barra de transmisión y su motor de dos cilindros gemelos en línea con válvulas en cabeza.

## Historia
Sunbeam Cycles fue fundada por el industrial británico John Marston. Nacido en Ludlow, Shropshire, en 1836, pertenecía a una familia de pequeños terratenientes. En 1851, con 15 años, se trasladó a Wolverhampton para trabajar como aprendiz con Edward Perry, un fabricante de objetos de latón lacado que imitaban el estilo japonés. Con 23 años fundó su propia empresa de latón lacado, fabricando toda clase de artículos domésticos. Tuvo tanto éxito, que cuando Perry murió en 1871, Marston pudo comprar la empresa de su antiguo patrón y la fusionó con la suya propia.

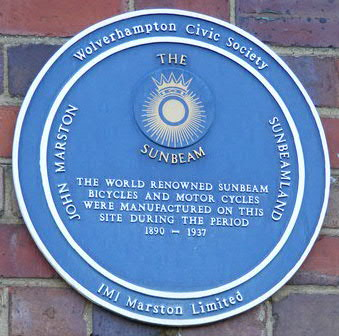
La placa azul otorgada por la Sociedad Cívica de Wolverhampton, colocada en la factoría de Sunbeamland

En 1887 Marston empezó a fabricar bicicletas, y por sugerencia de su mujer Ellen, adoptó la marca Sunbeam; sus talleres de la calle Pool recibieron el nombre de Sunbeamland.
John Marston era un perfeccionista, lo que quedó reflejado en la alta calidad de construcción de las bicicletas Sunbeam, que disponían de un carenado alrededor de la cadena que permitía que los eslabones bañados en aceite se mantuvieran lubricados y limpios. Las bicicletas Sunbeam se produjeron hasta 1936.

### Motores
Desde 1903 Sunbeam había hecho algunos experimentos tempranos para añadir motores a las bicicletas, pero no tuvieron éxito y costaron la vida de una persona. La aversión de John Marston a las motocicletas frustró nuevos planes en esta línea, y los siguientes productos experimentales fueron automóviles. Así, se empezaron a hacer pruebas en la década de 1890, que culminaron en 1902 con los primeros coches fabricados para su venta. Tres años después, en 1905, se fundó la Sunbeam Motor Car Company, una organización independiente dedicada a fabricar coches, localizada a una milla de Blakenhall.
Sin embargo, el desplome del mercado automovilístico hizo que Marston se viese obligado a fabricar motocicletas de 1912 en adelante (cuando ya contaba con 76 años de edad), un producto para el que había un mercado grande y creciente. Siguiendo la tradición de sus bicicletas, las motocicletas eran de gran calidad, normalmente con un solo cilindro, y eran conocidas como las máquinas de los señores. Las motocicletas Sunbeam protagonizaron brillantes actuaciones en el TT (Tourist Trophy), la famosa carrera disputada en la Isla de Man.
Otra  línea de productos de la compañía se inició en 1931, con la fabricación de motores marinos fuera borda, primero comercializados como Marston Seagull, y más  adelante como British Seagull.

### Propiedad
Después de la Primera Guerra Mundial la compañía de John Marston se vendió a un consorcio, que en 1919 pasó a ser parte de las Industrias Nobel. En 1927 Industrias Nobel se fusionó con Brunner Mond Ltd. para formar Industrias Químicas Imperiales (ICI). En esta enorme organización las motocicletas eran tan solo una pequeña parte del negocio.
En 1937 la marca de motocicletas Sunbeam se vendió a Associated Motor Cycles Ltd (AMC), que continuó fabricando bicicletas y motocicletas Sunbeam hasta 1939. El núcleo del negocio de AMC era la fabricación de motocicletas Matchless y AJS. Algunos años después de vender Sunbeam, AMC adquirió las marcas Norton, James y Francis-Barnett. En 1943 AMC vendió la firma Sunbeam a BSA, que absorbió la marca. Las Sunbeam no eran construidas en la fábrica principal de BSA en Small Heath, Birmingham, si no en una segunda fábrica que poseía en Redditch, Worcestershire. Se produjeron tres modelos de motocicletas Sunbeam entre 1946 y 1956, todas inspiradas en los diseños de BMW suministrados a la Wehrmacht durante la Segunda Guerra Mundial. Entre 1959 y 1964 se fabricaron dos modelos de escúter con la marca Sunbeam.

## Modelos

### Bicicletas Sunbeam

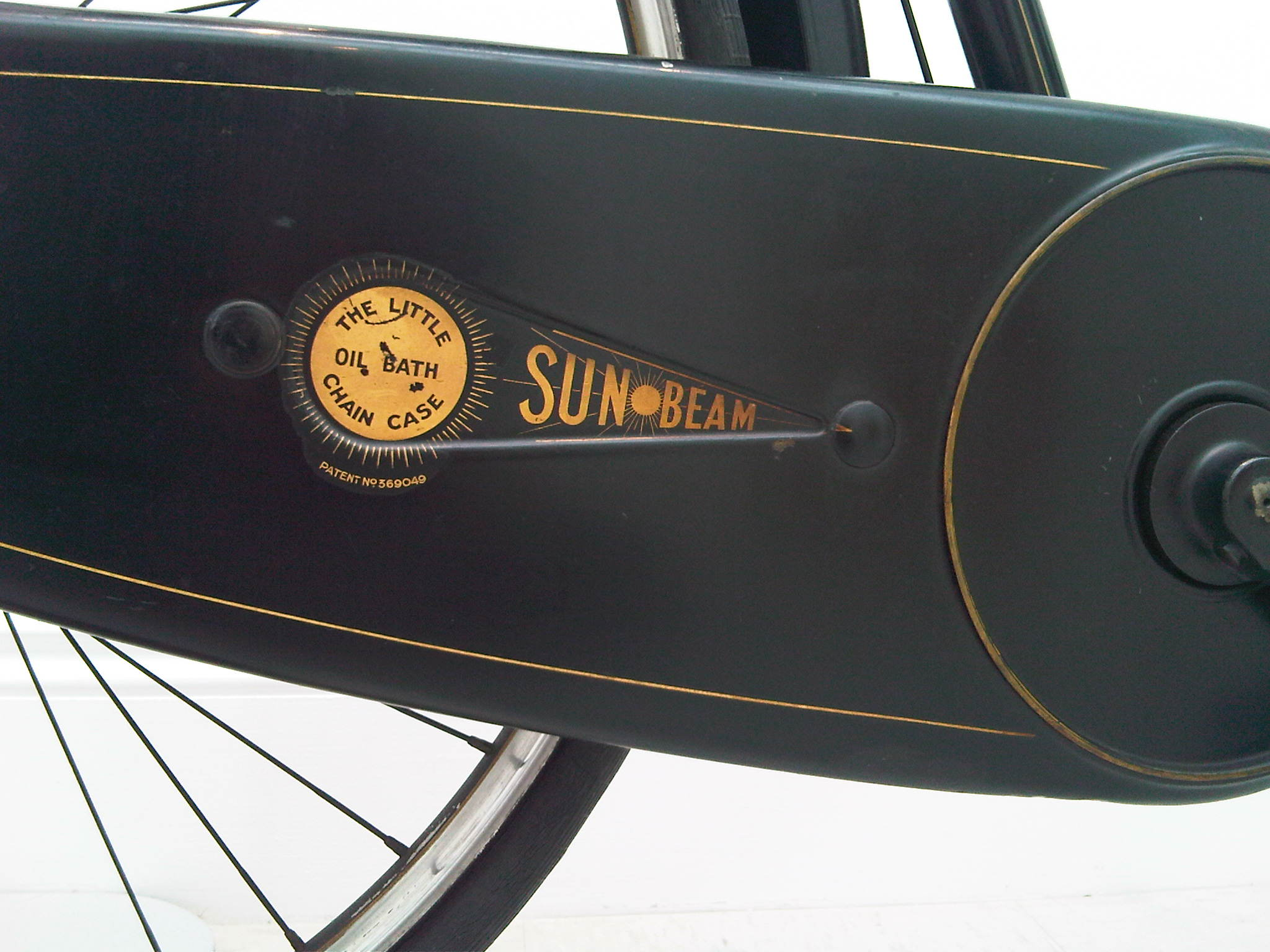
Carenado del baño de aceite

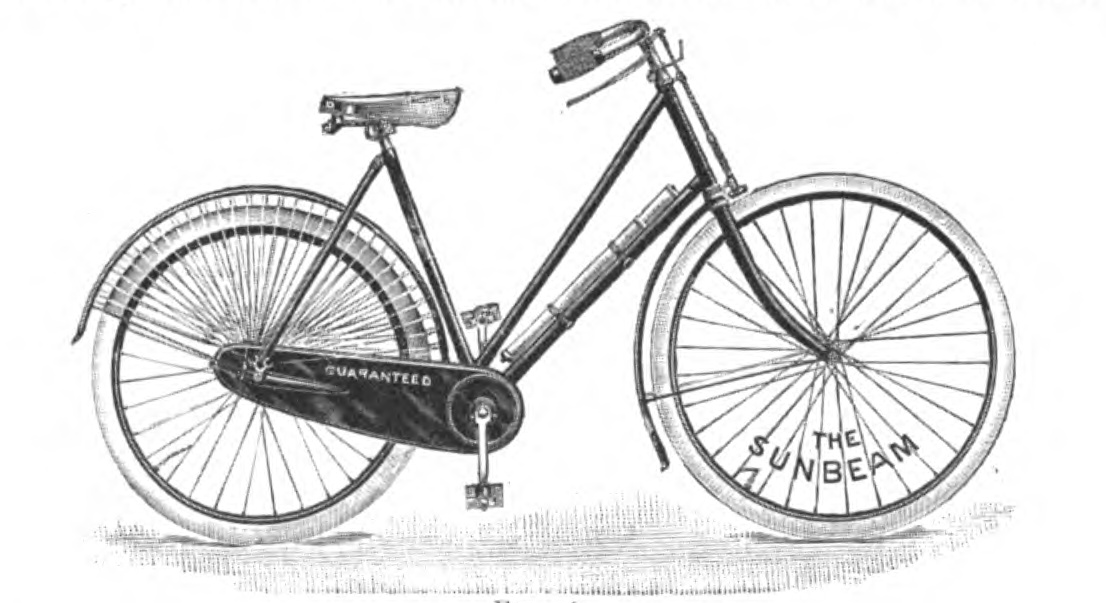
Bicicleta de seguridad para mujeres (1896)

Las bicicletas Sunbeam (conocidas como "The Sunbeam") se fabricaron en Wolverhampton desde 1887 a 1937. Cuando la factoría fabricaba productos de latón lacado de estilo japonés (el equivalente victoriano de los esmaltes vitrificados) la construcción de bicicletas presentaba pocos problemas. Al principio sus máquinas tenían un diseño similar al de otros fabricantes, pero ya en la década de 1890 la compañía adoptó en sus bicicletas una versión del sistema de J. Harrison Carter, que utilizaba un pequeño cárter para lubricar la cadena en un baño de aceite. El sistema consistía en una carcasa que recubría por completo el mecanismo de transmisión, que servía de recipiente del aceite. Ha sido la única bicicleta hasta la fecha con un diseño tan singular.

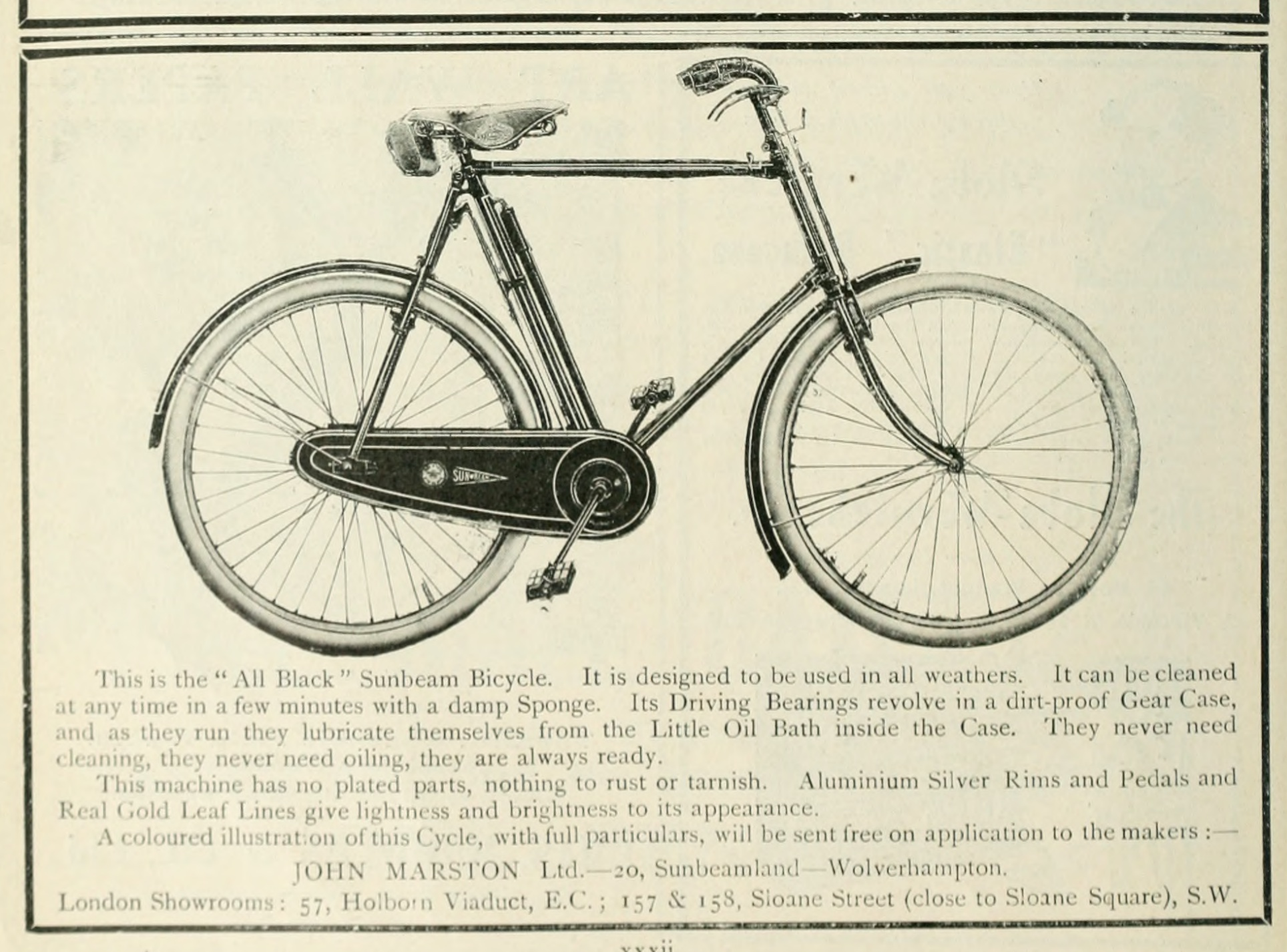
La bicicleta de seguridad para hombres de 1912

Las máquinas de Sunbeam estaban diseñadas para durar toda la vida, y tal es su longevidad que modelos con un siglo de antigüedad todavía conservan sus acabados, cadena y transmisión originales. El modelo superior era el "Golden", con llantas de aleación, cambio epicíclico de  dos y tres marchas y esgrafiados decorativos con pan de oro. El modelo "Royal" era de la misma calidad pero estaba decorado en color rojo y tenía un equipamiento más sencillo. El modelo 'RR' se utilizó en la olimpiada en 1929 y el posterior 'Golden Light Roadster' utilizaba una estructura de tubos 'Cromoly'. Estos y otros modelos se fabricaron  hasta 1937 junto con las motocicletas en "Sunbeamland", en la calle Pool de Wolverhampton, y posteriormente los mismos diseños fueron producidos por AMC hasta 1943 y por BSA hasta 1957.

### Motocicletas Sunbeam
La Sunbeam de John Marston produjo numerosos modelos de motocicletas. El primero fue una máquina con un motor de 350 cc lanzada en 1912, seguida por una gama de modelos con motores de 500 cc monocilíndricos o con cilindros gemelos en V. En 1924 se introdujo un nuevo sistema de denominación de modelos, con numeración del 1 al 11. Modelos con números más altos se produjeron en años posteriores. La mayoría tuvo motores nonocilíndricos que desarrollaban potencias relativamente bajas, aunque ganaron la carrera del Tourist Trophy a menudo, la última vez en 1929. Un sello distintivo de todas las  Sunbeam de Marston era su magnífica calidad y su decoración en negro con grabados en pan de oro.

### Motocicletas modelo S

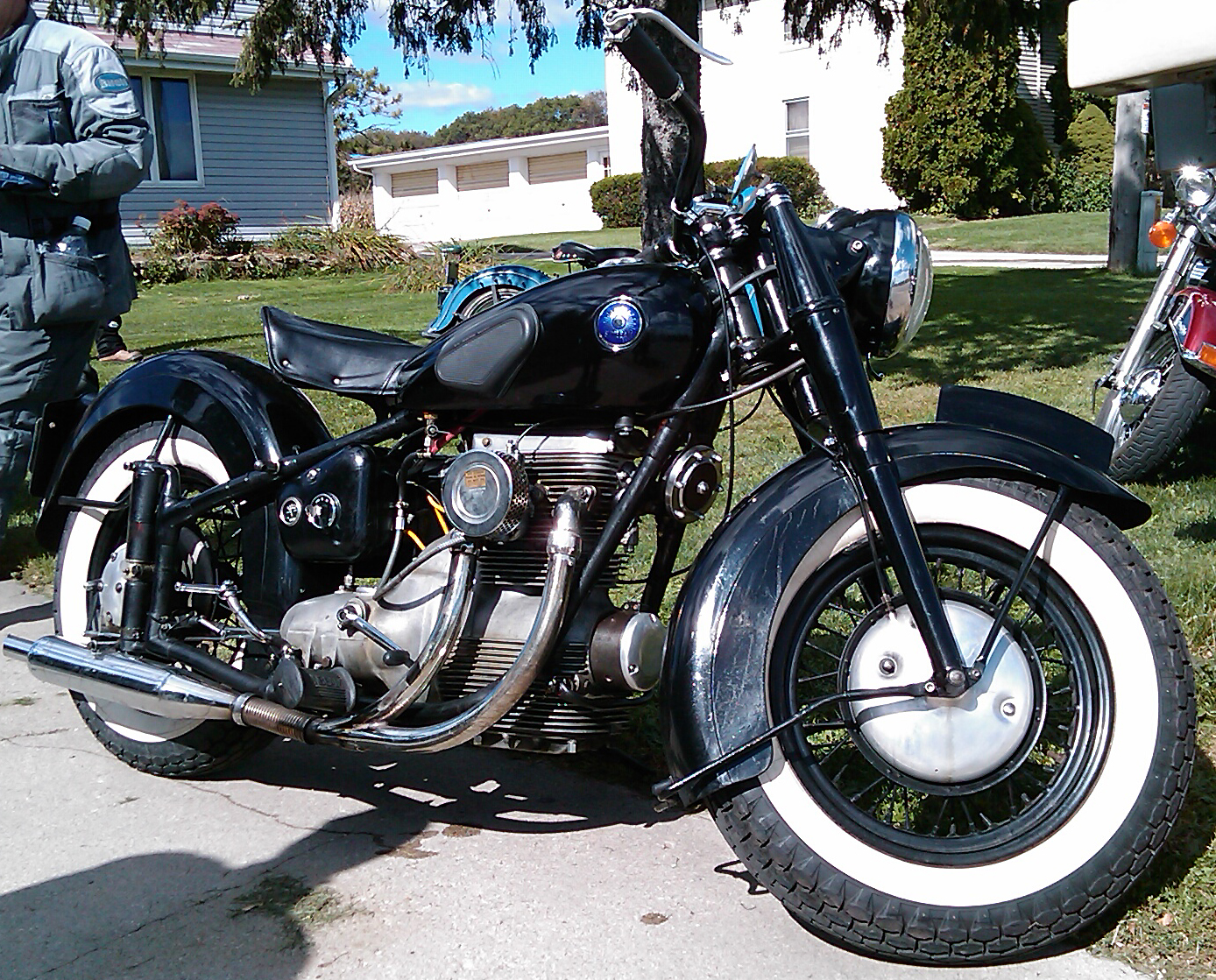
Una motocicleta Sunbeam S7 ligeramente personalizada

El modelo S fue diseñado para BSA por Erling Poppe, siendo fabricado de 1946 a 1956. Había tres tipos: S7, S8 y S7 Deluxe. Los tres eran muy caros, y el rendimiento de sus motores modesto, por lo que sus ventas fueron pequeñas.
Su inusual diseño era una característica notable de la S7, con un motor y una transmisión similares a las de un coche. El motor estaba montado longitudinalmente. Disponía de dos cilindros gemelos verticales en línea, con válvulas en cabeza, 500 cc de cilindrada, bobina de ignición y lubricación por inmersión, que a través de un embrague en seco enlazaba con la rueda trasera mediante una barra de transmisión. El motor en línea hizo tecnológicamente factible este diseño (las motocicletas BMW con motores bóxer de dos cilindros "gemelos" horizontales ya habían utilizado la transmisión por cardán). A diferencia de BMW, que utilizaba un sistema de piñón y corona para impulsar la rueda trasera, Sunbeam utilizaba un tornillo sin fin con un engranaje espiral de bronce. La poca dureza del bronce provocaba un rápido desgaste de los componentes de la transmisión.
El modelo S7 original se fabricó entre 1946 y 1948. En 1949 salió al mercado la más deportiva S8, con  neumáticos de perfil normal (en contraposición a los neumáticos abombados de la S7), y horquilla delantera del tipo BSA. El diseño de la S7 se mejoró y entonces pasó a ser vendida como S7 Deluxe. La S7 original estaba disponible solo en color negro, mientras que los colores estándar para la S8 eran el "gris policromático" o el negro. La S7 Deluxe se vendía en "verde neblina" o en negro. Si eran comercializadas en el extranjero entonces BSA suministraba las motocicletas Sunbeam en casi cualquier color que BSA utilizase. A pesar de que las primeras S7 no se vendieron muy bien ni tuvieron una gran reputación mecánica, actualmente son más buscadas por los coleccionistas que las S7 Deluxe y las S8.
Cuando la producción de Sunbeam llegó a su fin, BSA vendió las piezas restantes a Stewart Engineering, y esta compañía es la única proveedora de recambios para las motocicletas Sunbeam posteriores a la Segunda Guerra Mundial.

### Escúteres modelo B
1959 a 1964
Escúteres B1y B2 (véase BSA Sunbeam).

## Lecturas relacionadas
- Champ, R.C. 1983. Sunbeam S7 & S8 Super Profile. Haynes Publishing Group, Yeovil. 56 pp.
- Champ, R.C. 1980. The Sunbeam Motorcycle. Haynes Publishing Group, Yeovil. 205pp.
- Champ, R.C. 1989. The Illustrated History of Sunbeam Cycles and Motorcycles. Haynes Publishing Group, Yeovil. 112pp.
- Haycraft, W.C. 1954. The Book of the Sunbeam S7 and S8. Sir Isaac Pitman and Sons, Bath. vii + 120 pp.
- Munro, D.W. 1954. Sunbeam Motor Cycles. Motorcycle Maintenance and Repair Series. C. Arthur Pearson Ltd., London. 138 pp.